# LGV Sud Europe Atlantique
Az LGV Sud Europe Atlantique (LGV SEA), más néven  LGV Sud-Ouest, egy kétvágányú, 25 kV 50 Hz-cel villamosított, nagysebességű vasútvonal Franciaországban; az LGV Atlantique meghosszabbítása.

## Célja
A vasútvonal megépítésének célja Poitou-Charentes, Aquitania és Midi-Pyrénées régiók csatlakoztatása volt a nagysebességű TGV-hálózathoz, amely által létrejön a gyors vasúti kapcsolat Párizzsal, Londonnal, Brüsszellel, Amszterdammal. Ugyanakkor jelentősen csökkentette a Párizs-Bordeaux menetidőt (2 óra 10 perc). A pálya megépítésével javult az összeköttetés a nagyobb délnyugat-franciaországi városok között (Tours, Poitiers, Angoulême és Bordeaux).
A projekt révén a későbbiekben létrejön egy második nagysebességű vasúti kapcsolat Spanyolországgal, az LGV Perpignan–Figueres mellett. Megépítésével tehermentesítik a jelenleg üzemelő hagyományos pályát, hiszen nemcsak a TGV szerelvények, hanem a helyi közlekedést bonyolító TER szerelvények, valamint tehervonatok is használják.

## Jellemzői
- Az új vonal elkerüli Libourne-t, ezzel jelentősen rövidítve a távolságot a hagyományos vasútvonalhoz képest.
- Tours és Bordeaux között nem épültek új állomások, hanem a jelenlegi állomásokat használják ki (Châtellerault, Poitiers és Angoulême)
- Poitierstől délre csatlakozást építettek a La Rochelle-be vezető hagyományos pályához.
- A Tours és Bordeaux közötti menetidő lecsökkent 50 percre.
- 300 km hosszú pálya épült meg.
- Tervezett költsége 4,7 milliárd euró.
- A pálya megépítésével nő az utasok száma (4 millió utas/év)

## Építése
Pénzügyi okok miatt építését három fázisra osztották:
- 1. fázis: Angoulême-Bordeaux
- 2. fázis: Tours-Angoulême
- 3. fázis: Bordeaux-spanyol határ

## Képgaléria

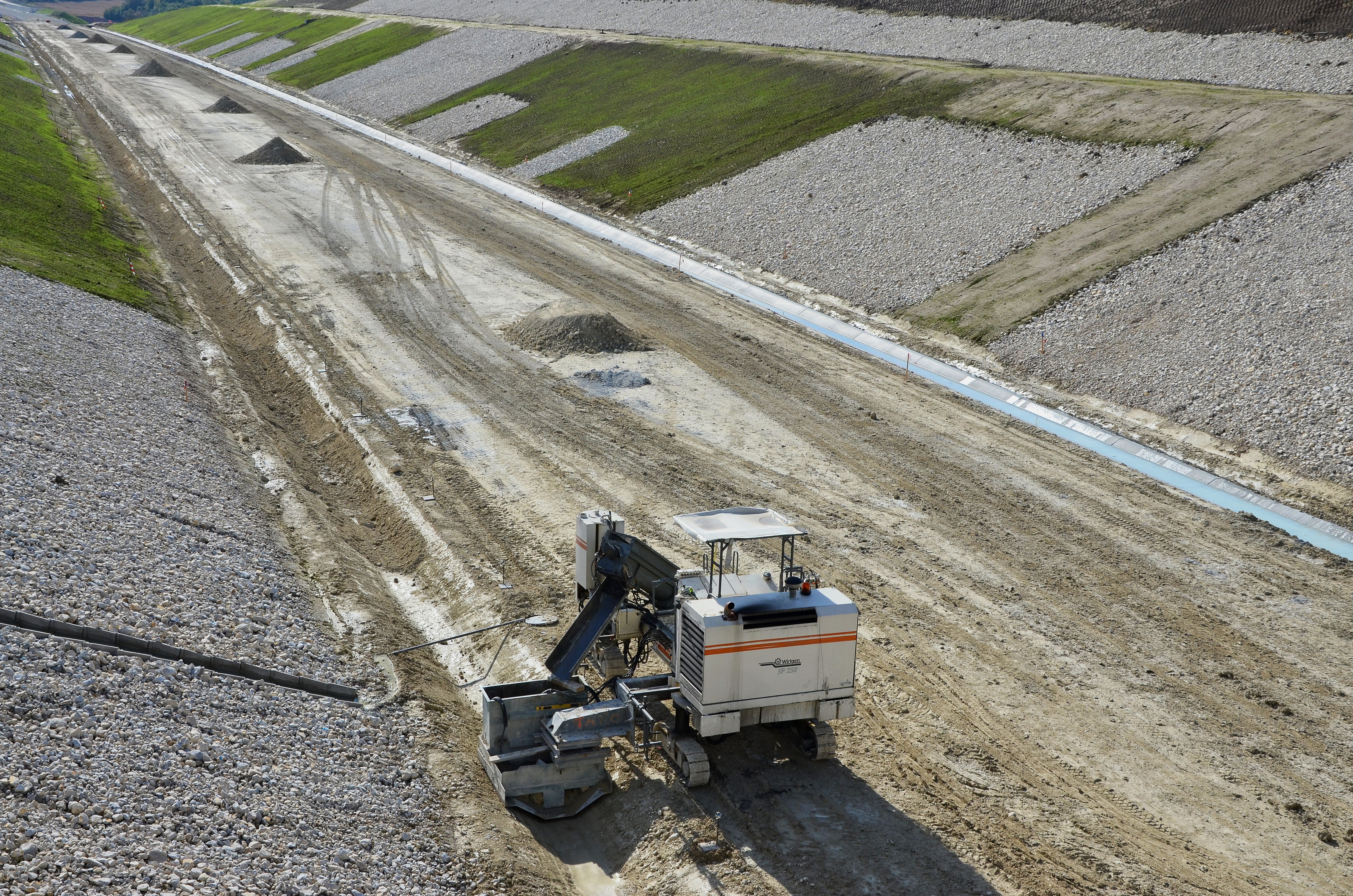
A vasútvonal építése Poullignac-ban 2014-ben

## Finanszírozás
A francia környezetvédelmi, és a fenntartható fejlesztési, tervezési miniszter Jean-Louis Borloo, 2008-ban aláírta azt a megállapodást, melynek alapján biztosítanak 3,4 milliárd eurót a TGV Atlantique bővítésére, Sablé-sur-Sarthe-től Sarthe-ig, Le Mans nyugati részétől Rennes-ig.
A projekt megvalósításában a legnagyobb részt a Francia Vasúti Hálózat, az RFF vállalta, ami kb. 1,02 milliárd eurót tett ki. Az érintett régiók anyagilag hozzájárultak a vonal megépítéséhez. Az építési munkák 2010. évben kezdődtek, miután a tenderen kiválasztották a kivitelezőket. A 164 km hosszú vonal lehetővé teszi, hogy a Párizs-Rennes közötti eljutási idő 50 perccel rövidüljön, és elérjék az 1 óra 24 percet, miután a vonalat 2017. év közepén megnyitották.
A vonalat 350 km/h üzemeltetési sebességre építették, ennek ellenére kezdetben a közforgalomban közlekedő vonatok 320 km/h maximális sebességet érnek el.

## Fordítás
- Ez a szócikk részben vagy egészben  a   LGV Sud Europe Atlantique című angol Wikipédia-szócikk ezen változatának fordításán alapul.  Az eredeti cikk szerkesztőit annak laptörténete sorolja fel. Ez a jelzés csupán a megfogalmazás eredetét és a szerzői jogokat jelzi, nem szolgál a cikkben szereplő információk forrásmegjelöléseként.